# أوركسترا السمفونية الرئاسية

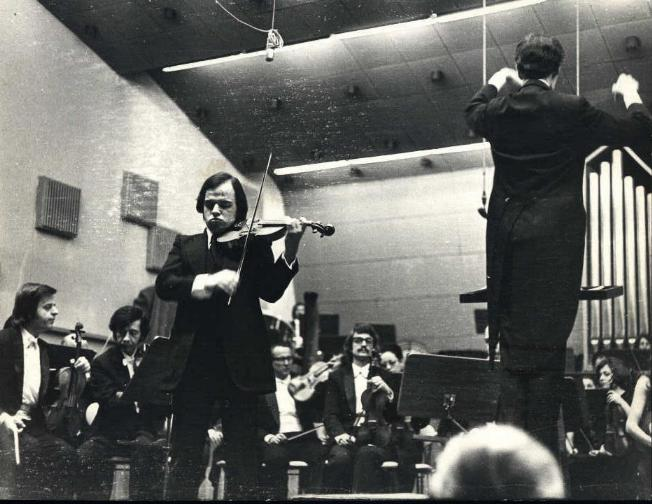
أوركسترا السمفونية الرئاسية في أنقرة عام 1973.

أوركستر السمفونية الرئاسية (بالتركية: Cumhurbaşkanlığı Senfoni Orkestrası) هي أوركسترا رئاسية من تركيا مقرها في أنقرة وقد خدمت الأوركسترا أهداف الملحنين الأتراك بتحسين صورة أعمالهم خارج البلاد.

## تاريخها
مع فكرة إنشاء مجموعة موسيقية في إسطنبول، تكوّن أساس أوركسترا السمفونية الرئاسية باسم «مزيكا هومايون» ((بالتركية: Mızıka-ı Hümayun)) مع المجلس التأسيسي في عهد السلطان محمود الثاني عام 1826. في عام 1924 نُقلت «مزيكا هومايون» إلى أنقرة بأمر من أتاتورك، وفي عام 1932 استمرت أعمالها مرتبطةً حينها بوزارة التربية والتعليم التركيّة تحت اسم «أوركسترا الرئاسة التركية». وفي عام 1957 اتخذت اسم «أوركستر سمفونية رئاسة الجمهورية»، وترتبط السمفونية حالياً بوزارة السياحة والثقافة التركية.

### العهد العثماني
مزيكا هومايون التي تأسست بهدف تكوين فرقة موسيقية عسكرية غربية تحل محل جوقة الجيش العثماني بمرور الوقت أصبحت مؤسسة جمعت في هيكلها ما بين الموسيقى المتنوعة والفنون المسرحية والترفيهية. في بداية الأوركسترا عندما تبين أنه ليس كافياً الاعتماد على الفنان الفرنسي الذي يعيش في إسطانبول؛ تم تعيين جيسوسب دون إزتي الذي دُعي بناءً على توصية حكومة سردينيا لقيادة الأوركسترا والذي حضر إلى إسطانبول في 17 سبتمبر 1828. واستمر دون إزتي بمزاولة عمله حتى موته عام 1856. وأُحضر لقياه الأوركسترا الفنان الإيطالي كاليستو جواتيلي محل دون إزتي. وبعد موت كاليستو في عام 1899 قاد الأوركسترا أراندا باشا. وفي عام 1908 أصبح عازف الفلوت صافت عطابينان أول قائد تركي ترأس الأوركستر.
أول ظهور فني لمزيكا هومايون كان في عام 1919 وأقامت المجموعة حفلات في أوروبا بحضور 60 شخص.
قبل الحفل انفصلت إدارة مزيكا هومايون وقيادة الأوركسترا عن بعضهم البعض، وبدأ عثمان ذكي أونجور بقيادة الأوركسترا لأول مرة بحرية، أستمرت الأوركسترا في سنوات حرب الاستقلال التركية كمؤسسة تابعة للسلطان العثماني، وعندما سقطت السلطنة انتسبت للخليفة وسميت «مزيكا الخلافة».

### عصر الجمهورية
في 11 مارس 1924، وبعد سقوط الخلافة بثمانية أيام أقيمت أول حفلة للأوركسترا في المبنى المقابل للبرلمان التركي. وهذا كان أول امتحان خاضته الفرقة أمام الحكومة الجديدة، وبتاريخ 2 أبريل 1924 نُقلت إلى أنقرة بأمر من أتاتورك رئيس الجمهورية التركية. عثمان ذكي أونجور الذي أستمرت أعماله في قيادة الأوركسترا أعطى أهمية لحفلات الراديو إضافة إلى حفلات «أتراك يناير». وفي عصر الجمهورية حققت الفرقة للمرة الأولى عام 1926 جولات خارجية. نال الأوركسترا الذي شارك في رحلة أربعة أشهر إلى شواطئ أوروبا التي أقامها معرض السلع المحلية «سفينة البحر الأسود» إقبالاً كبيراً. الأوركسترا التي استمرت بمحاولاتها للارتباط من جديد بوزارة الدفاع التركية حتى عام 1932، في 23 يونيو 1932 بجهود زكي أونجور ارتبطت بوزارة التربية والتعليم.
وتماثلت مع الجمهورية تماثلاً تاماً أخذةً اسم «أوركسترا رئاسة الجمهورية». وبحملها لهذا الاسم أصبح من المؤكد انفصال الجوقة والأوركسترا عن بعضهما البعض. انفصل ذكي اونجور عن الأوركسترا عام 1934.

## قيادة الأوركسترا

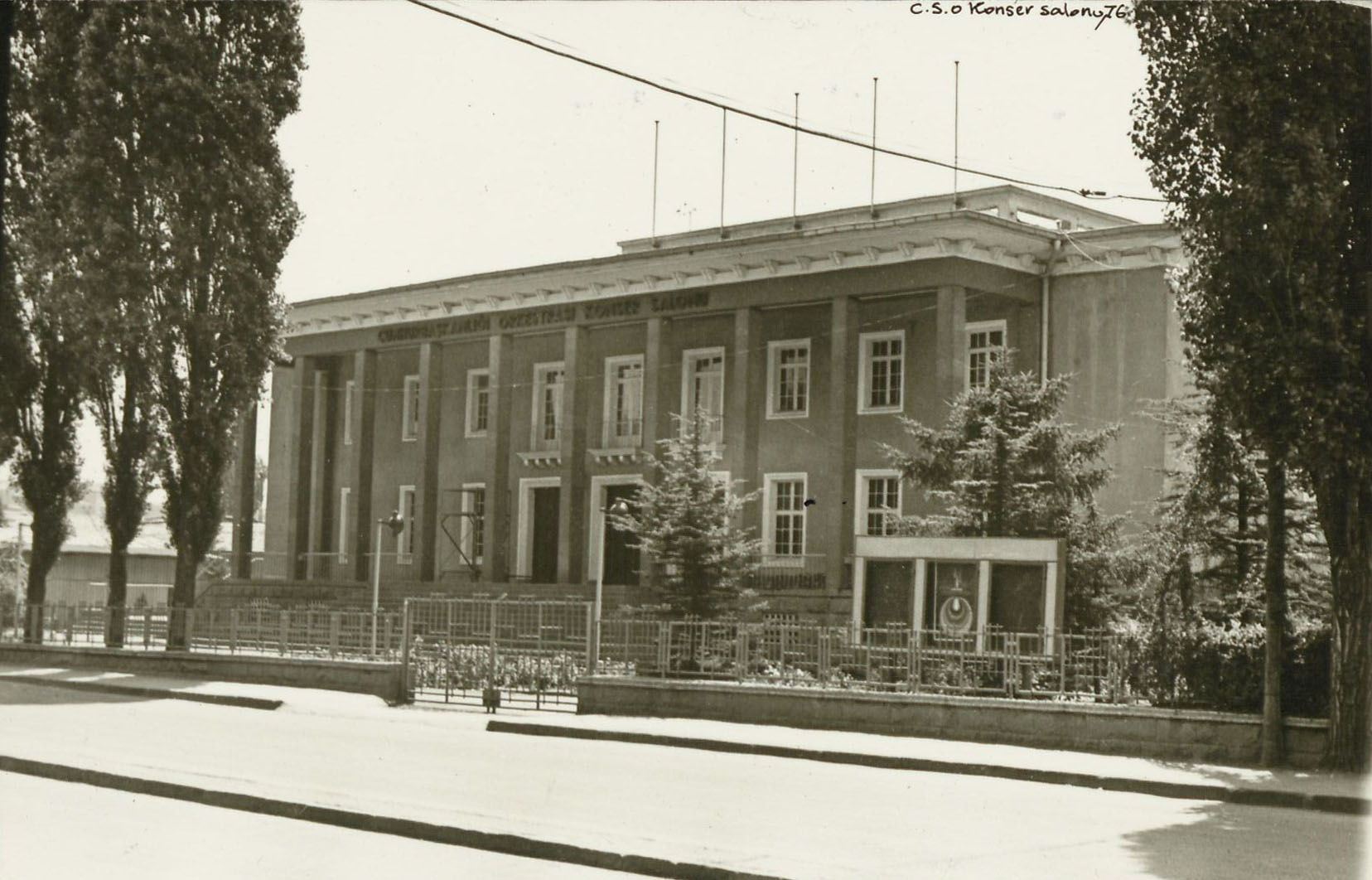
قاعة الحفلات الموسيقية في شارع طلعت باشا بأنقرة.

حتى عام 1951 تم جمع إدارة الأوركسترا والهيمنة الفنية لقائد واحد. وفي نفس العام، اختار الموسيقيون مجلس الإدارة بأنفسهم. وفي عام 1957 أخذ شكلاً رسمياً مع «مؤسسة القانون الخاص» انقسم مجلس إدارة الأوركسترا واللجنة الفنية إلى قسمين، وبدأ تحديد مجلس الإدارة بخمس أشخاص بناءاً على انتخابات تتكرر كل عام، ويتم تحديد مجلس إدارة الأوركسترا المنتخب ببرنامج سنوي، وبدأ إجراء انتخابات للعازفين المنفردين والقائد الأجنبي واللجنة الفنية.

## قاعة الحفلات الموسيقية
خصصت أعمال الأوركسترا لها في 1961، وفي عام 1962 استمرت في المبنى الذي تحولت إليه قاعة الحفلات. المبنى المذكور يقع في شارع طلعت باشا جنوب حديقة الشباب في أنقرة. وفي عام 1995 استمر تشييد البناء الجديد الواقع بالمنطقة الرئيسية بين محكمة أنقرة وقاعة الاحتفال الموجودة. وتقرر انهاء البناء عام 2013.

## قادة أوركستر السمفونية الرئاسية
| التاريخ         | قادة الأوركسترا  |
| --------------- | ---------------- |
| 1924 - 1934     | ذكي اونجور       |
| 1934 - 1946     | عدنان سايجون     |
| 1935 - 1946     | إرنست برايتوريوس |
| 1946 - 1952     | حسن فريد النار   |
| 1957 - 1959     | روبرت لورنس      |
| 1960 - 1962     | برونو بوجو       |
| 1960 - 1963     | أوتو ماتزيرا     |
| 1963 - 1971     | جوزهولد ليسينج   |
| 1971 - 1975     | جاين بريشون      |
| 1977 - 1982     | تاديوز ستروجولا  |
| 1982 - 1986     | حكمت شيمشك       |
| 1988 - 1999     | جورار ايكال      |
| 2007 - حتى الآن | رنجيم جوكمان     |

## المساعدين

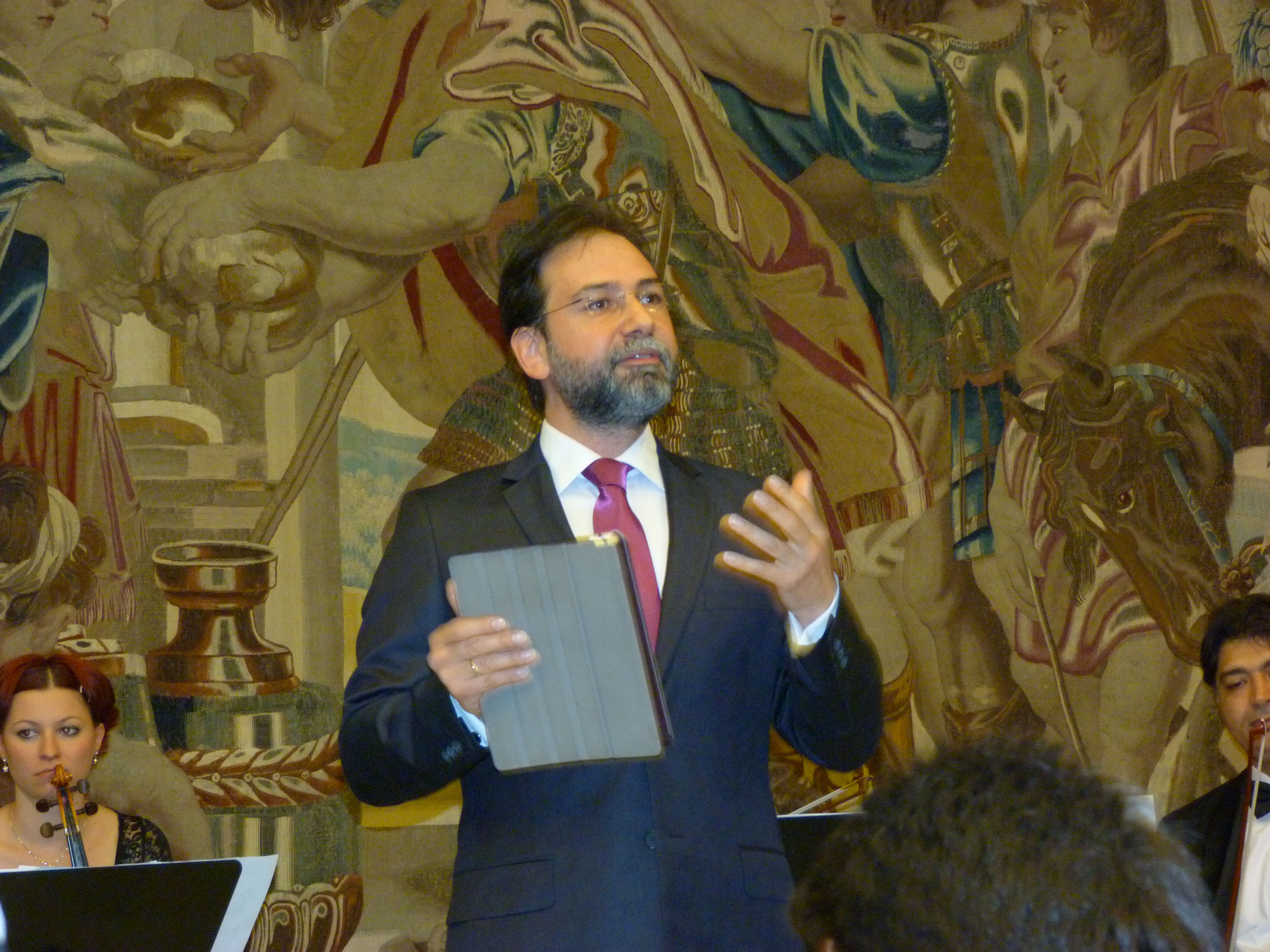
ألب أرسلان أرتونجيلب عام 2014

- سلمان ادا
- جورار ايقال
- ألب أرسلان أرتونجيلب
- انطونى بيرولى
- بوراك توزون
- جم منصور
- دورون سالومون
- اميل طبقوف
- أمين جوفن ياشليتشام
- إرول أردنتش
- أرتوغ أردينتش
- إبراهيم يازيجي
- مارك بيجاروسكي
- مايكل طاباتشينك
- ناجي اوزجوتش
- رنجيم جوكمان
- سرڤار جانيڤ
- شرداد روهني
- تاديوز ستروجولا
- مراد قادر جو

## وصلات خارجية
- أوركسترا السمفونية الرئاسية على موقع ميوزك برينز (الإنجليزية)

- الموقع الرسمي